# Pekka Kana 2
Pekka Kana 2 (Pekka the Rooster 2) é um jogo grátis (freeware), criado pelo autor Janne Kinlathi do site Piste Gamez.
O jogo é uma sequência de Pekka Kana, para o sistema operacional  MS-DOS, feito em 1998, qual hoje só se encontra a versão demo.
O protagonista de Pekka Kana 2, assim como seu antecessor, é um galo que tem de matar seu inimigos para salvar um galinheiro ao final do jogo.

## Características e jogabilidade
O jogo, no estilo plataforma, além de ter gráficos extremamente detalhados e ricos em cores, possui também faixas musicais e efeitos sonoros originais desenvolvidos exclusivamente para o jogo e uma grande variedade de personagens, muito deles inimigos do galo Pekka.
O nível do jogo é considerada relativamente fácil em grande parte do jogo e a jogabilidade pode parecer um pouco lenta para que está acostumado com outros jogos do estilo.
Em cada fase, o objetivo é achar a saída, resolver alguns puzzles, além de conquistar uma pontuação, acumulando frutas e exterminando inimigos. Muitas das fases possuem um tempo determinado, dentro do qual deve-se guiar Pekka até o fim, procurando por um certo número de chaves. Através de poções, o galo pode se transformar em outros animais, como porco, pássaro, sapo e, assim, adquirir seus poderes.

## Episódios
As fases são organizadas em sequências, as quais são chamadas de episódios. Na última fase de cada episódio o desafio é matar o inimigo mais poderoso do episódio (o chamado Chefão). A versão apresentada em 2003 possuía apenas um episódio, chamado Rooster Island 1, mas um Rooster Island 2, com novos mapas e inimigos mais poderosos, logo o seguiria. Mais 2 episódios foram anunciados após o segundo, mas nunca foram demonstrados para o público. De fato, esses foram o dois únicos episódios oficialmente criados, porém mais de 70 episódios foram feitos por fãs, logo que os criadores do jogo divulgaram na Internet um editor de fases.
Com o editor de fases foi permitido aos usuários criarem novos níveis, mapas, poderes, além de também formar novos episódios.